# Access (personaggio)
Access, il cui vero nome è Axel Asher, è un personaggio dei fumetti, apparso sia nei fumetti Marvel che DC. Fa la sua prima apparizione in DC vs Marvel n. 1 (marzo 1996), uno speciale crossover realizzato da entrambe le case di fumetti. Il personaggio venne creato per spiegare l'esistenza dell'universo Amalgam, in cui vi sono personaggi creati dall'unione di due personaggi della Marvel e DC.

## Poteri e abilità
Access possiede varie abilità, tra cui quella di creare dei varchi dimensionali con cui può arrivare in entrambi gli universi a fumetti. Può fondere due o più persone per crearne una nuova con capacità superiori, e viaggiare attraverso lo spazio e il tempo; può inoltre percepire l'esistenza di un personaggio, indipendentemente dal fatto che si trovi in un universo o nell'altro.